# Nokia E65
Nokia E65 este un telefon mobil de tip smartphone dezvoltat de compania Nokia. Face parte din Seria E (în engleză: E-Series); denumirea vine de la Enterprise (model pentru întreprinderi, profesional).
Nokia E65 dispune de GSM 3G, WLAN de tip Wi-Fi 802.11 b/g, Bluetooth, infraroșu, Pop-Port. Suportă EGSM 850/900/1800/1900 și W-CDMA 2100. Are o tastatură de tip QWERTY.

## Design
Are un senzor de lumină care se află la dreapta peste ecran. Senzorul de lumină inițiază comanda ajustării automate a luminozității ecranului și tastaturii în funcție de lumina ambientală, aceasta fiind o modalitate de economisire a energiei bateriei electrice (acumulatorului).
Pe partea dreaptă se află butoanele de volum, editare și tastele pentru înregistrare de voce. 
Partea din spate a lui E65 are un design simplu. E65 are cameră de luat vederi de 2 megapixeli și nu are bliț. În partea de sus, în spate se află doar butonul de alimentare. În partea de jos se află Pop-Port și conectorul de încărcare cu energie.

## Multimedia
Camera foto este de 2 megapixeli, fără bliț, cu rezoluția maximă de 2 megapixeli (1.600 x 1.200).
Înregistrarea video are rezoluția maximă de 352 x 288 (CIF).
Player-ul audio suportă formatele MP3, WMAâ, WAV, RA. AAC și M4A.
Player-ul video este Real Player care suportă formatele WMV, RV, MP4 și 3GP. 

## Conectivitate
Este un smartphone quad-band GSM 850/900/1800/1900 care dispune de 3G (W-CDMA 2100) și Wi-Fi 802.11 b/g. E65 sprijină transferul de date prin EGPRS, GPRS, CSD si HSCSD.
Browserul vine cu HTML și xHTML care lucrează cu protocolul TCP/IP. WAP are versiunea 2.0.
Are Bluetooth și infraroșu. Portul de infraroșu este pe partea de jos a telefonului lângă conectorul Pop-Port. Are un cablu de date inclus în pachet, un capăt este un Pop-Port și al doilea capăt este un conector standard USB.

## Caracteristici
- Ecran TFT de 2,2 țoli cu rezoluția QVGA
- Procesor ARM 9 tactat la 220 MHz
- Memorie internă de 50 MB și RAM de 64 MB
- Cameră de 2 megapixeli
- 3G/GPRS/EDGE
- Wi-Fi 802.11 b/g cu VoIP
- Sistem de operare Symbian OS 9.1, Series 60 UI
- Bluetooth 1.2
- Pop-Port
- Vizualizator de documente Word/Excel/Powerpoint